# Марк Юний Пен (трибун 126 пр.н.е.)
Марк Юний Пен (на латински: Marcus Iunius Pennus; * преди 153 пр.н.е.; † малко след 118 пр.н.е.) e политик на Римската република през началото на 2 век пр.н.е.

## Произход и кариера
Произлиза от клон Пен на плебейската фамилия Юнии. Син е на Марк Юний Пен (консул 167 пр.н.е.) и внук на Марк Юний Пен (градски претор 201 пр.н.е.). 
През 126 пр.н.е. Марк Юний Пен e народен трибун и политически противник на Гай Гракх, който по това време е квестор в Сардиния. Юний Пен успява да проведе закон, който изисква изгонването от Рим на всички които не са римски граждани, сред които Гай Гракх има много привърженици.
През 119 или 118 пр.н.е. той става едил и умира скоро след това. 